# Natação no Campeonato Mundial de Esportes Aquáticos de 2011 - 100 m costas masculino
A prova dos 100 metros nado costas masculino da natação no Campeonato Mundial de Esportes Aquáticos de 2011 ocorreu nos dias 25 de julho e 26 de julho no Shanghai Oriental Sports Center  em Xangai.

## Recordes
Antes desta competição, os recordes mundiais e do campeonato nesta prova eram os seguintes:
| Tipo                  | Atleta        | Tempo | Local        | Data                |
| --------------------- | ------------- | ----- | ------------ | ------------------- |
|                       | Aaron Peirsol | 51.94 | Indianápolis | 8 de julho de 2009  |
| Recorde do campeonato | Aaron Peirsol | 52.19 | Roma         | 2 de agosto de 2009 |

## Medalhistas
| Ouro                                       | Prata | Bronze               |
| França · Jérémy Stravius · Camille Lacourt |       | Japão · Ryosuke Irie |

## Resultados

### Eliminatórias
50 nadadores  de 36 nações participaram da prova. Os 16 melhores competidores se classificaram para as semifinais. 
| Pos. | Bateria | Raia | Nadador                 | Nacionalidade  | Tempo | Notas     |
| ---- | ------- | ---- | ----------------------- | -------------- | ----- | --------- |
| 1    | 7       | 4    | Camille Lacourt         | França         | 53.30 | Q         |
| 2    | 6       | 5    | Jérémy Stravius         | França         | 53.34 | Q         |
| 3    | 7       | 5    | David Plummer           | Estados Unidos | 53.68 | Q         |
| 4    | 6       | 4    | Liam Tancock            | Reino Unido    | 53.84 | Q         |
| 5    | 6       | 6    | Stanislav Donets        | Rússia         | 53.85 | Q         |
| 6    | 5       | 6    | Ben Treffers            | Austrália      | 53.89 | Q         |
| 7    | 7       | 8    | Gareth Kean             | Nova Zelândia  | 53.89 | Q         |
| 8    | 5       | 4    | Ryosuke Irie            | Japão          | 53.99 | Q         |
| 9    | 7       | 3    | Hayden Stoeckel         | Austrália      | 54.05 | Q         |
| 10   | 5       | 3    | Nick Thoman             | Estados Unidos | 54.13 | Q         |
| 11   | 7       | 6    | Aschwin Wildeboer Faber | Espanha        | 54.14 | Q         |
| 12   | 5       | 5    | Helge Meeuw             | Alemanha       | 54.15 | Q         |
| 13   | 7       | 7    | Aristeidis Grigoriadis  | Grécia         | 54.26 | Q         |
| 14   | 5       | 2    | Nick Driebergen         | Países Baixos  | 54.30 | Q         |
| 15   | 6       | 3    | Junya Koga              | Japão          | 54.32 | Q         |
| 16   | 4       | 1    | Guy Barnea              | Israel         | 54.43 | desempate |
| 16   | 6       | 1    | Sun Xiaolei             | China          | 54.43 | desempate |
| 18   | 4       | 5    | Thiago Pereira          | Brasil         | 54.47 |           |
| 19   | 6       | 7    | Mirco di Tora           | Itália         | 54.47 |           |
| 20   | 6       | 2    | Cheng Feiyi             | China          | 54.60 |           |

| Ver o restante da classificação | Ver o restante da classificação | Ver o restante da classificação | Ver o restante da classificação | Ver o restante da classificação | Ver o restante da classificação | Ver o restante da classificação |
| Pos.                            | Bateria                         | Raia                            | Nadador                         | Nacionalidade                   | Tempo                           | Notas                           |
| ------------------------------- | ------------------------------- | ------------------------------- | ------------------------------- | ------------------------------- | ------------------------------- | ------------------------------- |
| 21                              | 7                               | 2                               | Vitaly Borisov                  | Rússia                          | 54.66                           |                                 |
| 22                              | 4                               | 7                               | Charles Francis                 | Canadá                          | 54.68                           |                                 |
| 23                              | 7                               | 1                               | Daniel Bell                     | Nova Zelândia                   | 54.75                           |                                 |
| 24                              | 2                               | 4                               | Omar Pinzón                     | Colômbia                        | 54.88                           | Recorde nacional                |
| 25                              | 5                               | 8                               | Jonatan Kopelev                 | Israel                          | 54.90                           |                                 |
| 26                              | 5                               | 1                               | Chris Walker-Hebborn            | Reino Unido                     | 54.91                           |                                 |
| 27                              | 4                               | 4                               | Guilherme Guido                 | Brasil                          | 54.93                           |                                 |
| 28                              | 4                               | 6                               | Radoslaw Kawecki                | Polónia                         | 55.01                           |                                 |
| 29                              | 5                               | 7                               | Bastiaan Lijesen                | Países Baixos                   | 55.09                           |                                 |
| 30                              | 4                               | 2                               | Charl Crous                     | África do Sul                   | 55.14                           |                                 |
| 31                              | 3                               | 5                               | Gerhard Zandberg                | África do Sul                   | 55.21                           |                                 |
| 32                              | 4                               | 8                               | Tobias Oriwol                   | Canadá                          | 55.27                           |                                 |
| 33                              | 4                               | 3                               | Marcin Tarczynski               | Polónia                         | 55.28                           |                                 |
| 34                              | 3                               | 3                               | Péter Bernek                    | Hungria                         | 55.32                           |                                 |
| 35                              | 6                               | 8                               | Park Seon-Kwan                  | Coreia do Sul                   | 55.39                           |                                 |
| 36                              | 3                               | 1                               | Bradley Ally                    | Barbados                        | 55.88                           | Recorde nacional                |
| 37                              | 3                               | 6                               | Federico Grabich                | Argentina                       | 55.93                           |                                 |
| 38                              | 3                               | 4                               | Simon Sjödin                    | Suécia                          | 56.06                           |                                 |
| 39                              | 3                               | 8                               | Matas Andriekus                 | Lituânia                        | 56.10                           |                                 |
| 40                              | 3                               | 7                               | Flori Lang                      | Suíça                           | 56.40                           |                                 |
| 41                              | 3                               | 2                               | Abdullah Al-Tuwaini             | Kuwait                          | 56.94                           |                                 |
| 42                              | 2                               | 3                               | Jean-François Schneiders        | Luxemburgo                      | 57.03                           | Recorde nacional                |
| 43                              | 2                               | 7                               | Heshan Unamboowe                | Sri Lanka                       | 57.95                           |                                 |
| 44                              | 2                               | 5                               | Alex Hernandez Medina           | Cuba                            | 58.15                           |                                 |
| 45                              | 2                               | 6                               | Charles William Walker          | Filipinas                       | 58.82                           |                                 |
| 46                              | 1                               | 4                               | Zane Jordan                     | Zâmbia                          | 59.33                           |                                 |
| 47                              | 1                               | 5                               | Antonio Tong                    | Macau                           | 1:00.34                         |                                 |
| 48                              | 2                               | 1                               | Awse Ma'aya                     | Jordânia                        | 1:00.64                         |                                 |
| 49                              | 2                               | 2                               | Boris Kirillov                  | Azerbaijão                      | 1:01.03                         |                                 |
| 50                              | 1                               | 3                               | Andrey Molchanov                | Turquemenistão                  | 1:05.39                         |                                 |

#### Desempate
| Pos. | Raia | Nadador     | Nacionalidade | Tempo | Notas |
| ---- | ---- | ----------- | ------------- | ----- | ----- |
| 1    | 5    | Sun Xiaolei | China         | 54.20 | Q     |
| 2    | 4    | Guy Barnea  | Israel        | 55.12 |       |

### Semifinal
Estes são os resultados das semifinais. 

#### Semifinal 1
| Pos. | Raia | Nadador         | Nacionalidade     | Tempo | Notas |
| ---- | ---- | --------------- | ----------------- | ----- | ----- |
| 1    | 4    | Jérémy Stravius | França            | 52.76 | Q     |
| 2    | 6    | Ryosuke Irie    | Japão             | 53.05 | Q     |
| 3    | 7    | Helge Meeuw     | Alemanha          | 53.34 | Q     |
| 4    | 2    | Nick Thoman     | Estados Unidos    | 53.49 | Q     |
| 5    | 5    | Liam Tancock    | Reino Unido       | 53.60 | Q     |
| 6    | 3    | Ben Treffers    | Austrália         | 53.87 |       |
| 7    | 1    | Nick Driebergen | Predefinição:NEDs | 53.98 |       |
| 8    | 8    | Sun Xiaolei     | China             | 54.21 |       |

#### Semifinal 2
| Pos. | Raia | Nadador                 | Nacionalidade  | Tempo | Notas |
| ---- | ---- | ----------------------- | -------------- | ----- | ----- |
| 1    | 4    | Camille Lacourt         | França         | 53.09 | Q     |
| 2    | 5    | David Plummer           | Estados Unidos | 53.30 | Q     |
| 3    | 6    | Gareth Kean             | Nova Zelândia  | 53.69 | Q     |
| 4    | 2    | Hayden Stoeckel         | Austrália      | 53.70 |       |
| 5    | 7    | Aschwin Wildeboer Faber | Espanha        | 54.03 |       |
| 6    | 3    | Stanislav Donets        | Rússia         | 54.10 |       |
| 7    | 8    | Junya Koga              | Japão          | 54.16 |       |
| 8    | 1    | Aristeidis Grigoriadis  | Grécia         | 54.22 |       |

### Final
Estes são os resultados da final.
| Pos.              | Raia | Nadador         | Nacionalidade  | Tempo | Notas            |
| ----------------- | ---- | --------------- | -------------- | ----- | ---------------- |
| Medalha de ouro   | 3    | Camille Lacourt | França         | 52.76 |                  |
| Medalha de ouro   | 4    | Jérémy Stravius | França         | 52.76 |                  |
| Medalha de bronze | 5    | Ryosuke Irie    | Japão          | 52.98 |                  |
| 4                 | 7    | Nick Thoman     | Estados Unidos | 53.01 |                  |
| 5                 | 6    | David Plummer   | Estados Unidos | 53.04 |                  |
| 6                 | 1    | Liam Tancock    | Reino Unido    | 53.25 |                  |
| 7                 | 2    | Helge Meeuw     | Alemanha       | 53.28 |                  |
| 8                 | 8    | Gareth Kean     | Nova Zelândia  | 53.50 | Recorde nacional |

Legenda
| Recorde mundial       | Recorde mundial (World record)               |                       | Recorde africano                      | Recorde africano (African) |                                           | Q | Classificado por posição (Qualified) |
| Recorde do campeonato | Recorde do campeonato (Championship record)  | Recorde da América    | Recorde da América (Americas)         | q                          | Classificado por melhor tempo (Qualified) |   |                                      |
| Melhor marca do ano   | Melhor marca do ano (World leading)          | Recorde asiático      | Recorde asiático (Asian)              | DNS                        | Não largou (Did not start)                |   |                                      |
| Recorde nacional      | Recorde nacional (National record)           | Recorde europeu       | Recorde europeu (European)            | DNF                        | Não terminou (Did not finish)             |   |                                      |
| Recorde pessoal       | Recorde pessoal do atleta (Personal best)    | Recorde da Oceania    | Recorde da Oceania (Oceania)          | DSQ / DQ                   | Desclassificado (Disqualified)            |   |                                      |
| Recorde da temporada  | Recorde da temporada do atleta (Season best) | Recorde sul-americano | Recorde sul-americano (South America) | NM                         | Sem marca (No mark)                       |   |                                      |